# Kim Ji-hoon
Kim Ji-hoon (Seúl, 9 de mayo de 1981) es un actor surcoreano.

## Carrera
Jin-hoon es conocido por sus comedias románticas en la televisión, tales como La Edad de Oro de las Hijas-en-Ley (2007), Amor, Matrimonio (también conocido como Matchmaker ´s Lover, 2008), Estrellas que Caen del Cielo (también conocido como Wish Upon a Star, 2010), y Flower Boys Next Door (2012).
En 2010, él también apareció en la película Natalie, y la serie de misterio Joseon X-Files.
En noviembre de 2021 se anunció que se uniría al elenco de la serie Batalla de amor, donde da vida a Do Won-joon, un hombre que renuncia a su sueño de convertirse en actor debido a sus escasas habilidades de actuación y se sumerge en el negocio de la administración.

## Filmografía

### Series de televisión
| Año     | Título                                        | Personaje                  | Cadena        | Ref.                 |
| ------- | --------------------------------------------- | -------------------------- | ------------- | -------------------- |
| 2002    | Loving You                                    | Choi Sung-wook             | KBS2          |                      |
| 2003    | Un problema en la casa de mi hermano pequeño  | Park Young-goo             | SBS           |                      |
| 2004    | MBC Best Theater "Kang Jang-soo's Love House" | Kang Jang-soo              | MBC           |                      |
| 2004    | Land                                          | young Kim Gil-sang         | SBS           |                      |
| 2005    | Love Hymn                                     | Kang Hyuk                  | MBC           |                      |
| 2005    | Golden Apple                                  | Kim Kyung-gu               | KBS2          |                      |
| 2005    | Yap (mobile sitcom)                           | Kim Ji-hoon                | Wiseong DMB   |                      |
| 2006    | Great Inheritance                             | Choi Shi-wan               | KBS2          |                      |
| 2006    | How Much Love                                 | Seo Dong-soo               | MBC           |                      |
| 2007    | Flowers for My Life                           | Go Eun-tak                 | KBS2          |                      |
| 2007    | The Golden Age of Daughters-in-Law            | Lee Bok-su                 | KBS2          | [ 6 ]                |
| 2008    | Why Did You Come to My House?                 | Jo Gi-dong                 | SBS           |                      |
| 2008    | Love Marriage                                 | Park Hyun-soo              | KBS2          | [ 7 ]                |
| 2009    | The Iron Empress                              | Hyeonjong                  | KBS2          | [ 8 ]                |
| 2010    | Wish Upon a Star                              | Won Kang-ha                | SBS           | [ 9 ]                |
| 2010    | Joseon X-Files                                | Kim Hyung-do               | tvN           | [ 10 ]               |
| 2011    | Marching                                      | Na Yo-han                  | KFN           |                      |
| 2013    | Bella solitaria                               | Oh Jin-rak                 | tvN           | [ 11 ]               |
| 2013    | Goddess of Marriage                           | Kang Tae-wook              | SBS           | [ 12 ]               |
| 2014    | Jang Bo-ri is Here!                           | Lee Jae-hwa                | MBC           | [ 13 ]               |
| 2015    | Drama Special "Funny Woman"                   | Oh Jung-woo                | KBS2          | [ 14 ]               |
| 2016    | Sweet Stranger and Me                         | Jo Dong-jin                | KBS2          | [ 15 ]               |
| 2016    | First Seven Kisses                            | Special appearance Ep.1    | Naver TV Cast |                      |
| 2017    | Please Find Her                               | Kim Jung-nam               | KBS World     | [ 16 ]               |
| 2017    | Bad Thief, Good Thief                         | Han Jun-hee / Jang Min-jae | MBC           | [ 17 ]               |
| 2018    | Rich Family's Son                             | Lee Kwang-jae              | MBC           | [ 18 ]               |
| 2019    | Babel                                         | Tae Min-ho                 | TV Chosun     |                      |
| 2020    | Flower of Evil                                | Baek Hee-Sung              | tvN           | [ 19 ] [ 20 ]        |
| 2022    | Money Heist: Korea – Joint Economic Area      | Denver                     | Netflix       | [ 21 ]               |
| 2022    | Batalla de amor                               | Do Won-joon                | Netflix       | [ 22 ]               |
| 2022    | Detrás de cada estrella                       | Él mismo                   | tvN           | [ 23 ]               |
| 2023-24 | El juego de la muerte                         | Park Tae-woo               | TVING         | [ 24 ]               |
| 2025    | El palacio embrujado                          | Rey Lee Jeong              | SBS           | [ 25 ] [ 26 ] [ 27 ] |

### Cine
| Año  | Título           | Roi        | Ref.   |
| ---- | ---------------- | ---------- | ------ |
| 2010 | Natalie          | Min-woo    |        |
| 2017 | The Age of Blood | Lee In-jwa | [ 28 ] |
| 2023 | Bailarina        | Pro Choi   | [ 29 ] |

### Espectáculos de variedades
| Año  | Título                    | Cadena  | Notas               |
| ---- | ------------------------- | ------- | ------------------- |
| 2001 | Hotline                   | Mnet    | VJ                  |
| 2001 | 요리조리 팡팡             | EBS     | Host                |
| 2008 | Sang Sang Plus - Season 2 | KBS2    | Host                |
| 2014 | Saturday Night Live Korea | tvN     | Host, episode 98    |
| 2015 | Let's Eat with Friends    | tvN     |                     |
| 2015 | Some Guys, Some Girls     | SBS     |                     |
| 2017 | Crime Scene (season 3)    | JTBC    | Cast member         |
| 2018 | Coveted Cruise            | tvN     | miembro             |
| 2019 | Busted! 2                 | Netflix | (ep. #7) - invitado |
| 2020 | I Live Alone              |         | [ 32 ]              |

### Vídeos musicales
| Año  | Título de la canción           | Artista      |
| ---- | ------------------------------ | ------------ |
| 2002 | "Propose"                      | Kangta       |
| 2002 | "Don't Go Away Ver. 2"         | Chu Ga Yeoul |
| 2006 | "300 Won Coins"                | Tutti        |
| 2006 | "Memory"                       | Yurisangja   |
| 2007 | "Beautiful Woman"              | Lee Ki-chan  |
| 2008 | "You Said You Love Me"         | Sungje       |
| 2009 | "The Following Car Is Honking" | MC the Max   |

## Teatro
| Año  | Título               | ʁol        |
| ---- | -------------------- | ---------- |
| 2010 | University of Laughs | Playwright |

## Revistas / sesiones fotográficas
| Año  | Título            | Ref    |
| ---- | ----------------- | ------ |
| 2021 | 1st Look Magazine | [ 34 ] |

## Premios y nominaciones
| Año  | Premio                                                      | Categoría                                                         | Trabajo                            | Resultado |
| ---- | ----------------------------------------------------------- | ----------------------------------------------------------------- | ---------------------------------- | --------- |
| 2006 | MBC Drama Awards                                            | Mejor Nuevo Actor                                                 | Cuánto Amor                        |           |
| 2007 | KBS Drama Awards                                            | Mejor Nuevo Actor                                                 | La Edad de Oro de las Hijas-en-Ley |           |
| 2007 | KBS Drama Awards                                            | Mejor Pareja del Premio con Lee Soo kyung                         | La Edad de Oro de las Hijas-en-Ley |           |
| 2013 | SBS Drama Awards                                            | Premio a la excelencia, el Actor en un fin de Semana/Drama Diario | Diosa del Matrimonio               |           |
| 2014 | 3 de APAN Star Awards                                       | Premio a la excelencia, el Actor en una Serie de Drama            | Jang Bo ri is Here!                |           |
| 2014 | 22 de Corea, la Cultura y el Entretenimiento de los Premios | Premio a la Excelencia, en un Drama                               | Jang Bo ri is Here!                |           |
| 2014 | MBC Drama Awards                                            | Premio a la Excelencia, en una Serie de Drama                     | Jang Bo ri is Here!                |           |
| 2018 | 2018 MBC Drama Award                                        | Top Excellence Award, Actor in a Soap Opera                       | Rich Family's Son                  |           |
| 2018 | 6th APAN Star Award                                         | Excellence Award, Actor in a Serial Drama                         | Rich Family's Son                  |           |
| 2021 | 57th Baeksang Arts Award                                    | Best Supporting Actor                                             | Flower of Evil                     | Nominado  |